# Caligus
Caligus (O.F. Müller, 1785) è un genere di crostacei copepodi appartenente alla famiglia Caligidae, parassiti dei pesci ossei.

## Tassonomia
Le specie appartenenti al genere sono:
- Caligus absens Ho, Lin & Chen, 2000
- Caligus acanthopagri Lin, Ho & Chen, 1994
- Caligus aduncus Shen & Li, 1959
- Caligus aesopus C. B. Wilson, 1921
- Caligus affinis Heller, 1866
- Caligus afurcatus C. B. Wilson, 1913
- Caligus alaihi A. G. Lewis, 1968
- Caligus amblygenitalis Pillai, 1961
- Caligus antennatus Boxshall & Gurney, 1980
- Caligus apodus (Brian, 1924)
- Caligus arii Bassett-Smith, 1898
- Caligus ariicolus C. B. Wilson, 1928
- Caligus asperimanus Pearse, 1951
- Caligus asymmetricus Kabata, 1965
- Caligus atromaculatus C. B. Wilson, 1913
- Caligus balistae Steenstrup & Lütken, 1861
- Caligus belones Krøyer, 1863
- Caligus berychis C. B. Wilson, 1935
- Caligus biaculeatus Brian, 1914
- Caligus bicycletus Heegaard, 1945
- Caligus bifurcus Shen, 1958
- Caligus biseriodentatus Shen, 1957
- Caligus bocki Heegaard, 1943
- Caligus bonito C. B. Wilson, 1905
- Caligus brevicaudatus A. Scott, 1901
- Caligus brevicaudus Pillai, 1963
- Caligus brevipedis Bassett-Smith, 1896
- Caligus brevis Shiino, 1954
- Caligus buechlerae Hewitt, 1964
- Caligus callaoensis Duran, 1980
- Caligus callyodoni Prabha & Pillai, 1986
- Caligus calotomi Shiino, 1954
- Caligus carangis Krøyer, 1863
- Caligus centrodonti Baird, 1850
- Caligus chamelensis Morales-Serna, Pinacho-Pinacho, Gómez & Pérez-Ponce de León, 2014
- Caligus cheilodactyli Krøyer, 1863
- Caligus chelifer C. B. Wilson, 1905
- Caligus chiastos Lin & Ho, 2003
- Caligus chorinemi Krøyer, 1863
- Caligus chrysophrysi Pillai, 1985
- Caligus clavatus Kirtisinghe, 1964
- Caligus clemensi Parker & Margolis, 1964
- Caligus confusus Pillai, 1961
- Caligus constrictus Heller, 1865
- Caligus cookeoli Ho & Lin, 2010
- Caligus cordiventris Shiino, 1952
- Caligus cordyla Pillai, 1963
- Caligus cornutus Heegaard, 1962
- Caligus coryphaenae Steenstrup & Lütken, 1861
- Caligus cossacki Bassett-Smith, 1898
- Caligus costatus Shen & Li, 1959
- Caligus cresseyorum Kabata, 1992
- Caligus crusmae Castro-Romero & Baeza-Kuroki, 1982
- Caligus cunicephalus Gnanamuthu, 1950
- Caligus curtus O. F. Müller, 1785
- Caligus cybii Bassett-Smith, 1898
- Caligus dactylopteni Uma Devi & Shyamasundari, 1981
- Caligus dakari Beneden, 1892
- Caligus dampieri Byrnes T., 1987
- Caligus dasyaticus Rangnekar, 1957
- Caligus debueni Stuardo & Fagetti, 1961
- Caligus deformis Brian, 1924
- Caligus diaphanus von Nordmann, 1832
- Caligus dicentrarchi Cabral & Raibaut, 1986
- Caligus dieuzeidei Brian, 1933
- Caligus digitatus Ho & Lin, 2003
- Caligus dubius T. Scott, 1894
- Caligus eleutheronemi Shen, 1957
- Caligus elongatus von Nordmann, 1832
- Caligus engraulidis Barnard, 1948
- Caligus enormis C. B. Wilson, 1913
- Caligus epidemicus Hewitt, 1971
- Caligus epinepheli Yamaguti, 1936
- Caligus equulae Ho & Lin, 2003
- Caligus evelynae Suárez-Morales, Camisotti & Martín, 2012
- Caligus eventilis Leigh-Sharpe, 1934
- Caligus fistulariae Yamaguti, 1936
- Caligus flexispina A. G. Lewis, 1964
- Caligus fortis Kabata, 1965
- Caligus fronsuganinus Shen, 1940
- Caligus fugu (Yamaguti, 1936)
- Caligus furcisetifer Redkar, Rangnekar & Murti, 1949
- Caligus glacialis Gadd, 1910
- Caligus glandifer Shiino, 1954
- Caligus grandiabdominalis Yamaguti, 1954
- Caligus guerini Guiart, 1913
- Caligus gurnardi Krøyer, 1863
- Caligus haemulonis Krøyer, 1863
- Caligus hamatus Heegaard, 1955
- Caligus hamruri Pillai, 1964
- Caligus hemiconiati Capart, 1941
- Caligus hobsoni Cressey, 1969
- Caligus hoplognathi Yamaguti & Yamasu, 1959
- Caligus hottentotus Barnard, 1957
- Caligus hyalinae Heegaard, 1966
- Caligus hyalinus Czerniavski, 1868
- Caligus ignotus Ho & Lin, 2010
- Caligus ilhoikimi Suárez-Morales & Gasca, 2016
- Caligus inanis Ho & Lin, 2007
- Caligus infestans Heller, 1865
- Caligus inopinatus Kabata, 1994
- Caligus irritans Heller, 1865
- Caligus isonyx Steenstrup & Lütken, 1861
- Caligus itacurussensis Luque & Cezar, 2000
- Caligus jawahari Hameed & Adamkutty, 1985
- Caligus kabatae Cressey, 1991
- Caligus kahawai Jones J.B., 1988
- Caligus kala A. G. Lewis, 1964
- Caligus kalumai A. G. Lewis, 1964
- Caligus kanagurta Pillai, 1961
- Caligus kapuhili A. G. Lewis, 1967
- Caligus keralensis Özak, Demirkale, Boxshall & Etyemez, 2013
- Caligus kirti Prabha & Pillai, 1986
- Caligus klawei Shiino, 1959
- Caligus kurochkini Kazachenko, 1975
- Caligus kuwaitensis Kabata & Tareen, 1984
- Caligus labracis T. Scott, 1902
- Caligus lacustris Steenstrup & Lütken, 1861
- Caligus lagocephali Pillai, 1961
- Caligus lalandei Barnard, 1948
- Caligus laminatus (Rangnekar, 1955)
- Caligus laticaudus Shiino, 1960
- Caligus latigenitalis Shiino, 1954
- Caligus latus Byrnes T., 1987
- Caligus lessonius Risso, 1826
- Caligus lethrinicola Boxshall & El-Rashidy, 2009
- Caligus lichiae Brian, 1906
- Caligus ligatus A. G. Lewis, 1964
- Caligus ligusticus Brian, 1906
- Caligus lini Ho & Cheng, 2016
- Caligus littoralis Luque & Cezar, 2000
- Caligus lobodes (C. B. Wilson, 1911)
- Caligus lolligunculae Capart, 1941
- Caligus longiabdominis Shiino, 1965
- Caligus longicaudatus Brady, 1899
- Caligus longicaudus Bassett-Smith, 1898
- Caligus longipedis Bassett-Smith, 1898
- Caligus longipes (Moon & Kim, 2012)
- Caligus longiramus Venmathi Maran, Ohtsuka & Jitchum, 2012
- Caligus longirostris Heegaard, 1962
- Caligus longispinosus (Heegaard, 1962)
- Caligus lunatus C. B. Wilson, 1924
- Caligus lutjani Ho, Lin & Chang, 2007
- Caligus macarovi Gusev, 1951
- Caligus macoloricola Hayes, Justine & Boxshall
- Caligus macrurus Heller, 1865
- Caligus malabaricus Pillai, 1961
- Caligus mebachii Marukawa, 1927
- Caligus minimus Otto, 1821
- Caligus mordax Leigh-Sharpe, 1934
- Caligus mortis Kensley, 1970
- Caligus mugilis Brian, 1935
- Caligus musaicus Cavaleiro, Santos & Ho, 2010
- Caligus mutabilis C. B. Wilson, 1905
- Caligus nanhaiensis Wu & Pan, 1997
- Caligus nengai Rangnekar, Rangnekar & Murti, 1953
- Caligus nibeae Shen, 1957
- Caligus nolani Longshaw, 1997
- Caligus novocaledonicus Kabata, 1968
- Caligus nuenonnae Andrews, Bott, Battaglene & Nowak, 2009
- Caligus oculicola Tang & Newbound, 2004
- Caligus ocyurus Cressey, 1991
- Caligus ogawai Venmathi Maran, Ohtsuka & Shang, 2012
- Caligus olsoni Pearse, 1953
- Caligus omissus Cressey & Cressey, 1980
- Caligus orientalis Gusev, 1951
- Caligus oviceps Shiino, 1952
- Caligus pagelli Delamare, Deboutteville & Nunes-Ruivo, 1958
- Caligus pageti Russell, 1925
- Caligus pagri Capart, 1941
- Caligus pagrosomi Yamaguti, 1939
- Caligus pampi Ho & Lin, 2002
- Caligus parvilatus I. H. Kim, 1998
- Caligus parvus Bassett-Smith, 1898
- Caligus patulus C. B. Wilson, 1937
- Caligus pauliani Nuñes-Ruivo & Fourmanoir, 1956
- Caligus pectinatus Shiino, 1965
- Caligus pelagicus Kurian, 1955
- Caligus pelamydis Krøyer, 1863
- Caligus penrithi Kensley & Grindley, 1973
- Caligus pharaonis von Nordmann, 1832
- Caligus phipsoni Bassett-Smith, 1898
- Caligus placidus Dana, 1849
- Caligus planktonis Pillai, 1985
- Caligus platurus Kirtisinghe, 1964
- Caligus platytarsis Bassett-Smith, 1898
- Caligus polycanthi Gnanamuthu, 1950
- Caligus pomacentrus Cressey, 1991
- Caligus pomadasi Prabha & Pillai, 1986
- Caligus praecinctorius Hayes, Justine & Boxshall, 2012
- Caligus praetextus Bere, 1936
- Caligus priacanthi Pillai, 1961
- Caligus productus Dana, 1852
- Caligus pseudokalumai A. G. Lewis, 1968
- Caligus pseudoproductus Capart, 1959
- Caligus pterois Kurian, 1949
- Caligus punctatus Shiino, 1955
- Caligus quadratus Shiino, 1954
- Caligus quadrigenitalis Venmathi Maran, Ohtsuka & Shang
- Caligus randalli A. G. Lewis, 1964
- Caligus raniceps Heegaard, 1943
- Caligus rapax Milne Edwards, 1840
- Caligus regalis Leigh-Sharpe, 1930
- Caligus reniformis Prabha & Pillai, 1983
- Caligus robustus Bassett-Smith, 1898
- Caligus rogercresseyi Boxshall & Bravo, 2000
- Caligus rotundigenitalis Yü, 1933
- Caligus rufimaculatus C. B. Wilson, 1905
- Caligus saucius Dojiri, 1989
- Caligus savala Gnanamuthu, 1948
- Caligus schistonyx C. B. Wilson, 1905
- Caligus sciaenops Pearse, 1952
- Caligus sclerotinosus Roubal, Armitage & Rohde, 1983
- Caligus scribae Essafi, Cabral & Raibaut, 1984
- Caligus sensorius Heegaard, 1962
- Caligus sepetibensis Luque & Takemoto, 1996
- Caligus seriolae Yamaguti, 1936
- Caligus serratus Shiino, 1965
- Caligus sibogae Boxshall & Gurney, 1980
- Caligus sicarius Kabata, 1984
- Caligus similis Ho, I. H. Kim & Nagasawa, 2005
- Caligus solea Demirkale, Özak, Yanar & Boxshall, 2014
- Caligus spinosus Yamaguti, 1939
- Caligus stocki (Cressey & Cressey, 1990)
- Caligus stokesi Byrnes T., 1987
- Caligus stromatei Krøyer, 1863
- Caligus subparvus (Hameed, 1977)
- Caligus suffuscus C. B. Wilson, 1913
- Caligus tanago Yamaguti, 1939
- Caligus temnodontis Brian, 1924
- Caligus tenax Heller, 1865
- Caligus tenuicauda (Shiino, 1964)
- Caligus tenuifurcatus C. B. Wilson, 1937
- Caligus tenuis Fowler, 1912
- Caligus tenuis (van Beneden, 1852)
- Caligus teres C. B. Wilson, 1905
- Caligus tetrodontis Barnard, 1948
- Caligus thyrsitae Kazachenko, Korotaeva & Kurochkin, 1972
- Caligus torpedinis Heller, 1865
- Caligus trachynoti Heller, 1865
- Caligus triabdominalis Byrnes T., 1987
- Caligus triangularis Shiino, 1954
- Caligus tripedalis Heegaard, 1972
- Caligus truttae Giard, 1890
- Caligus tylosuri (Rangnekar, 1956)
- Caligus undulatus Shen & Li, 1959
- Caligus uniartus (Ho, I. H. Kim, Cruz & Nagasawa, 2004)
- Caligus ventrosetosus Pearse, 1952
- Caligus vexator Heller, 1865
- Caligus willungae Kabata, 1965
- Caligus wilsoni Delamare, Deboutteville & Nunes-Ruivo, 1958
- Caligus xystercus Cressey, 1991
- Caligus zei Norman & T. Scott, 1906
- Caligus zylanica Hameed & Pillai, 1986